# Callithia oberthuri
Callithia oberthuri är en fjärilsart som beskrevs av Le Cerf 1916. Callithia oberthuri ingår i släktet Callithia och familjen glasvingar. Inga underarter finns listade i Catalogue of Life.